# Laguna Mar Chiquita (Junín)
Pour les articles homonymes, voir Laguna de Mar Chiquita.
La Laguna Mar Chiquita, en Argentine, est un lac situé sur le cours supérieur du río Salado, non loin de la ville de Junín en province de Buenos Aires. 
Il est le premier (le plus en amont) d'une chaîne de trois lacs peu profonds dont une partie au moins se situe sur le territoire du parc naturel Laguna de Gómez, dans le partido de Junín. Les deux autres étant d'amont en aval les Laguna de Gómez et Laguna del Carpincho.
C'est le plus grand des trois lacs avec ses 5 400 hectares de superficie (54 km², soit une superficie supérieure à celle du lac du Bourget en France). Sa profondeur moyenne est de 3,5 mètres. 
Il est situé à 20 km au nord ouest de la ville de Junín, d'où l'on peut y accéder par la route provinciale N° 65.
Sa principale attraction est la pêche. Dans ses eaux abondent les fameux pejerreys "flecha de plata", l'espèce de poisson la plus importante de la province, et fort prisée par les gastronomes. 
La Laguna Mar Chiquita était restée jusqu'à présent en son état naturel. Depuis peu, de gros travaux sont en cours pour lutter contre les inondations qui sont un des fléaux du río Salado. Il s'agit de construire une bonne dizaine de kilomètres de digues protectrices, et un petit barrage muni de vannes pour régler l'écoulement d'eau vers l'aval, c’est-à-dire vers la Laguna de Gómez.

## Ne pas confondre
- La Mar Chiquita, grand lac salé de la province de Córdoba
- La Laguna de Mar Chiquita, lagune salée côtière de l'est de la province de Buenos Aires.